# ファヴェーラ

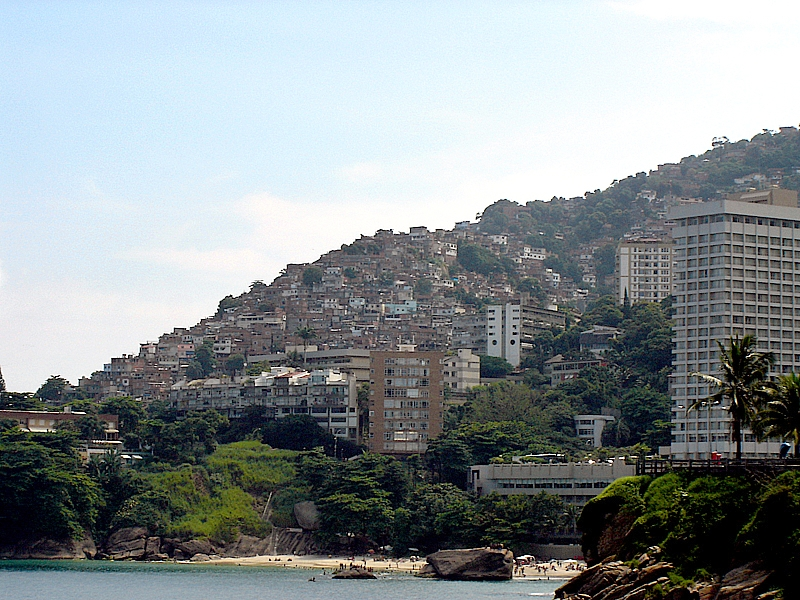
リオデジャネイロ市のヴィジガウ（ビジガル、Vidigal）のファヴェーラ。イパネマ海岸のシェラトンホテル（右）の裏に広がる。

ファヴェーラ（葡: favela、ファヴェラ、ファベーラとも）は、ブラジルにおいてスラムや貧民街を指す言葉。

## 概要
ブラジルのほぼ全ての大都市および中規模都市の郊外には、不法居住者の建てた小屋の並ぶファヴェーラや、既存の町がスラム化したファヴェーラが存在する。中でもリオデジャネイロ市のファヴェーラが最も有名で、カリオカ（リオ市民）の4人に1人はファヴェーラに住むとされる。ほとんどのファヴェーラは、公有地や所有権を巡って係争のある土地などを不法占拠する形で小屋や家屋が築かれたものであるため、一般的にブラジルの各州政府や自治体は、ファヴェーラの存在を法的実体として認知していない。
ファヴェーラの建物は非常に建て込んでおり、一軒一軒も狭く、地形に合わせた階段や通路が家々の隙間を通っている。このため自動車は通行できないことが多い。建物はコンクリートやレンガで造られた家から、廃材で作られた家まで様々であるが、いずれも無断で建てられている。おおむね衛生状態は悪く、下水処理や伝染病に悩まされている。ファヴェーラによっては家々に電気が通り、夜には明かりがきらめくが、これは付近の電線からの盗電である。都市周囲の山の斜面に建てられたファヴェーラも多く、大雨の後に地滑りが起こり、大勢の犠牲者が出ることも相次いでいる。
ファヴェーラの住民は、域外の都心などで低賃金の仕事に就くことが多いが、失業やドラッグ、ギャング同士の抗争といった社会問題も深刻である。

## 歴史
ファヴェーラという名称の起源は、ブラジル北東部のステップ気候の地方に生える、トウダイグサ科のトゲの多い葉の植物pt:Cnidoscolus quercifoliusに由来する。1895年から1896年にかけて北東部バイーア州で、宗教指導者のアントニオ・コンセリェイロとその信者たちがカヌードスの町を築き、政府との間でカヌードス戦争が起こった。政府は反乱軍の鎮圧のために元奴隷の黒人らを徴兵した。徴兵された兵士らはカヌードス戦争が政府の勝利で終わり任務を解かれると大都市へと流れ、多くは当時の首都リオデジャネイロに移住したが、政府は彼らに住居を提供することが出来なかった。結局、1897年11月、元兵士らはリオデジャネイロのモーホ・ダ・プロヴィデンシア（Morro da Providência）という丘にあった公共の土地に、自分たちで家を建てた。彼らは新しい街を、カヌードスの地に生い茂っていた植物にちなみ、「モーホ・ダ・ファヴェーラ（Morro da Favela）」と名付けた。
やがてカヌードスの元兵士に代わり、奴隷から解放された自由黒人らがファヴェーラに流入し、ファヴェーラは黒人を主としインディオ、メスティーソらも住む貧民街へと変わっていった。ファヴェーラの町が建設されるより前から、貧しい黒人は都心から郊外へと押しやられていたが、都心で歓迎されない黒人たちにとって、ファヴェーラは働き口の多い都心に近い位置にあり、ちょうどいい移住先となった。
ファヴェーラの町が建設される前にも、逃亡した黒人奴隷が築いたキロンボと呼ばれる村落がリオデジャネイロ周辺の山の斜面に点在しており、1888年に奴隷制度が廃止されると同時に、行き場の無い黒人たちが流入して大きくなっていた。ファヴェーラは都市が過密化したり不動産への関心が今日のように高まったりする前に形成されている。1940年代には住宅危機が起こり、都市部の貧民たちは郊外に無数のバラック街を築いた。この時期、貧しいリオ市民の主な居住地は、集合住宅や小さな家からファヴェーラへと代わる。ファヴェーラの爆発的成長は、1940年代にジェトゥリオ・ドルネレス・ヴァルガスが産業化を進めて数多くの国民が大都市へ、特にサンパウロや当時は首都で連邦区だったリオデジャネイロへと流入した時期、および1970年代にファヴェーラがリオデジャネイロ市の範囲を超えて都市圏の外縁部まで達した時期にあたる。今日のファヴェーラの多くは、建設ブームで大都市に地方の農民らが流入した1970年代がピークであった。低層住宅の立ち並ぶスラム化した地区から溢れた人々は、丘の上に不法居住の家屋を築いていった。ファヴェーラはどれも異なった時期に異なった経緯で形成されているが、最終的には貧困層の住む地域という共通点を持つに至っている。

## ファヴェーラ撤去計画
ファヴェーラの爆発的拡大を受けて、ブラジルの政府はファヴェーラ撤去運動に乗り出した。1940年代の「Parque Proletário(労働者公園)」計画では、リオの貧困スラムが撤去され、住民たちは新しい公営住宅に建て変わるまでの間小屋などに仮住まいした。しかし公営住宅は少量しか造られず、住宅改良工事のために更地になった場所に新たなファヴェーラが誕生しただけだった。
1955年、レシフェ司教でリオデジャネイロ補佐司教のエルデル・カマラは、連邦区の財政支援を受け、当時最大のファヴェーラであったPraia do Pintoに集合住宅群を建てるという計画「Cruzada São Sebastião」（聖セバスティアヌスの十字軍、セバスティアヌスはリオの守護聖人）という名の計画を立ち上げた。この「十字軍運動」は、ファヴェーラ生活の悪徳を断ち切る意思のある者だけを新住宅に入居させ、彼らを受け入れられやすい市民とすることであった。
1970年代の軍事政権時代にも、貧者のための住宅計画という名目でファヴェーラ撤去計画は活発化した。しかし実際に起こったことはファヴェーラの解体と、その住民がより郊外の生活基盤のない土地へと移転させられた事態であった。ファヴェーラの跡地には安い郊外住宅ができたが、そこからファヴェーラ旧住民に配分される利益では、旧住民らが新しい住宅に入るだけの収入とはならず、この計画は破綻していった。

## ファヴェーラでの生活
ファヴェーラに住む人々はファヴェラドス（favelados）と呼ばれる。最初のファヴェーラの住民はアフリカ系住民で、現在も主体であるが、19世紀のヨーロッパからの貧しい移民流入に伴い、白人系の住民もファヴェーラに入ってきた。ファヴェーラの住民はかつては人種的不平等や人種差別による扱いを受けていたが、現在では経済的理由から差別されている。
フェヴェーラは、ブラジル国民の所得分配の著しい不平等の産物といえる。ブラジルでは人口の上位10%が国庫収入の50%を稼ぎ、人口の34%が貧困線以下で生活している。ブラジル政府は20世紀の間、常に貧困対策を行っていた。例えば1970年代の軍事政権下のファヴェーラ撤去では、10万人以上が追われ、新しい公共住宅や故郷の地方へと移住させられた。またジェントリフィケーション（高級化）による貧困地域対策も行われた。都心付近のファヴェーラを一掃して上級な住宅を建設し、隣接するインナーシティとあわせてアッパー・ミドル・クラス（上位中産階級）の上の人々のための住宅地へと変えた。しかし、これにより都心付近の貧困地区が消え、ローワー・ミドル・クラス（下位中産階級）の流入が見られた一方、住む場所を失ったファヴェーラ住民は路上へ押し出されてホームレスとなったり、働き口のない郊外外縁部にまで追い出された。例えばリオデジャネイロ市では、ホームレス人口の多くは黒人で、ファヴェーラの中級住宅地化や著しい貧困で住む場所を失っている。

### 麻薬

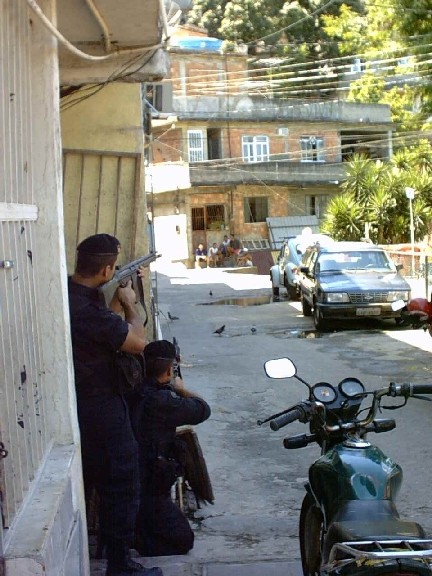
ファヴェーラで銃を構え、警戒する武装警官

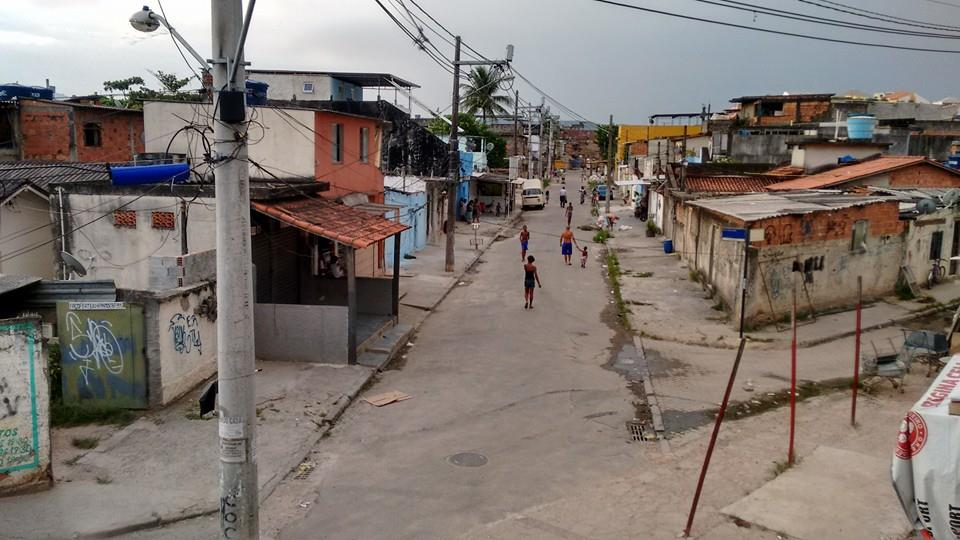
シダージ・ジ・デウスの街路風景

コロンビアより流入したコカインの取引は、ブラジル社会およびファヴェーラに大きな悪影響を与えた。ファヴェーラに麻薬使用が集中し、地域のギャングたちが麻薬販売やダンスパーティを行うことで、ギャングは大きくなってゆき、ファヴェーラは麻薬王に支配されるようになり、密売組織と警察の市街戦や、犯罪者同士の銃撃戦が起こっている場所もある。違法行為も横行し、リオデジャネイロ市民10万人に対する殺人率は40人を超えており、ファヴェーラではさらにこの数値は上昇する。住民は、日頃の行動に注意を払い、密売組織との関係を保つことで自らの安全を確保できていると考えている。住民や組織が地域の秩序を維持し、互いに敬意を払うことにより、ファヴェーラの犯罪率は高いにもかかわらず、表面的には安全な生活が送られている。

### ファヴェーラの拡大とその将来
リオやサンパウロといった大都市でのファヴェーラ一掃の試みにもかかわらず、貧困層の人口もファヴェーラも急速に拡大している。1969年には約300のファヴェーラがリオデジャネイロにあったが、2000年代には2倍となった。ファヴェーラの人口の伸びはブラジルの人口の伸びより急速である。1950年にはリオデジャネイロの人口の7%がファヴェーラ在住だったが、21世紀に入り19%がファヴェーラ在住となった。1980年から1990年の国勢調査の結果によればリオデジャネイロの人口増加率は8%に落ちたが、ファヴェーラでは人口は41%増加した。1990年代以降では市全体で7%の増加率に対し、ファヴェーラでは増加率は24%だった。政府による公営住宅建設も成果を挙げたものばかりではない。2002年の映画『シティ・オブ・ゴッド』で有名になったファヴェーラのシダージ・ジ・デウス（Cidade de Deus）は、1960年に都心付近のファヴェーラを一掃した後、その住民を郊外へ移住させるため州政府により建設された団地であったが、やがて荒廃し、団地内の社会はファヴェーラのそれと変わらないものになってしまった。

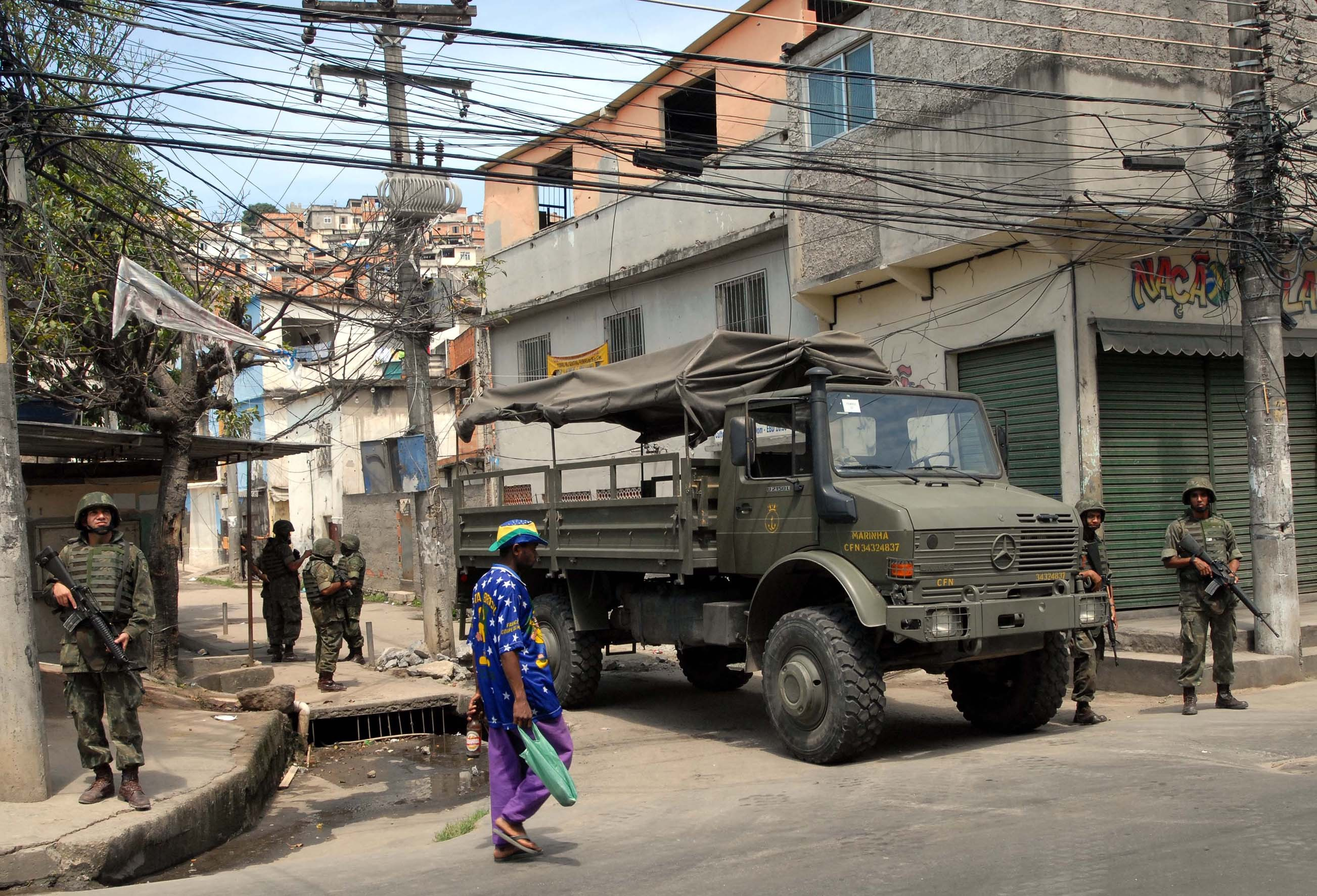
リオデジャネイロ市のコンプレクソ・ド・アレマンのファヴェーラ。6万人以上が住むが、2007年には国家憲兵隊とギャングの銃撃戦も起きた。

ファヴェーラの人口増加は地方や国外からの人口流入にとどまらず、経済の悪化や社会の流動性の悪さが主な要因となっている。中間層は貧困化し安いファヴェーラに流れ、貧困層はジェントリフィケーションによりインナーシティにあった下町（スラム化した適法な住宅地）を追い出され、望むと望まざるとにかかわらず違法なファヴェーラへと流れる。さらに、低学歴・未熟練の労働者に対する求人や、ブルーカラーの雇用数が減少していること、ブラジルでは教育において公教育のレベルが低く、貧困層が義務教育以上の高学歴を得にくいことが、ファヴェーラからの脱出を難しくしている。ブラジルでは国立・州立の大学の学費は無料だが、実態としてそれらの入試に合格するには、学費の高い私立学校や予備校に通った者が有利であり、経済的に貧しいファヴェーラ出身者はこうした学校へは通えず、当然入試にも通りにくい。
ブラジルが民政に戻った1980年代末以後、ファヴェーラに対する政府の対策は変化している。1990年代からの「Favela Bairro」（近隣のファヴェーラ）計画では、都市計画家はファヴェーラを一掃し公営住宅に住民を押し込む計画を立てるのではなく、ファヴェーラの存在を認め、社会学者や市民活動家らとともに共同作業を行い、ファヴェーラの生活基盤と社会サービスを改善し生活水準を上げることを目指している。ファヴェーラ住民をならず者や麻薬ギャングの構成員と扱わず、最終的には安全で安定した共同体の市民として誇りが持てるようにすることが目標となっている。2005年段階で、「Favela Bairro」計画の下で6億ドルが公園や街路建設が進められ、リオの400以上のスラムのうち120にソーシャルワーカーなどが置かれた。貧困層には行き届かなかった電気や上下水道、ゴミ収集サービス、託児所などがファヴェーラ内に導入され、ドメスティックバイオレンスや性的嫌がらせやドラッグ・アルコール中毒などに対する相談も行われており、計画開始後にはファヴェーラ内の商業活動の倍増や地価上昇も起こっている。

## 治安維持
2014 FIFAワールドカップおよび2016年のリオデジャネイロオリンピックがリオデジャネイロで開催されることに決定したのを受けて、リオデジャネイロ州では軍警察の特殊警察作戦大隊や文民警察の特別人材調整局などの強力な特殊部隊を投入し犯罪組織の掃討作戦を展開
、その後は軍警察の平和維持警察部隊(葡: Unidade de Polícia Pacificadora ) を24時間駐留させて監視に当たっている。さらにオリンピック期間中には全国からの選抜者により結成された国家治安部隊がパトロールを行っているが、それでも銃撃事件が発生している。
本質的な解決として日本の国際協力機構などから協力を得て、ファヴェーラ地域に文民警察官が常駐する交番の設置を展開させている。警官が手芸教室などの催し物を防犯活動の一環として企画する活動も行われ、交番がコミュニティハウスの機能も担っている。交番を通じて顔の見える防犯が、犯罪率の低下に成果をあげている。
2017年現在も治安の悪化は深刻化しており、しばしば警察や軍による介入が行われている。2017年12月13日には、ファヴェーラの一つマレーに800人規模の軍隊が投入される軍事作戦が展開された。

## ファヴェーラを舞台とした作品
- 黒いオルフェ
- リオ40度
- オルフェ
- ファヴェーラの丘
- シティ・オブ・ゴッド
- シティ・オブ・メン
- バス174
- エリート・スクワッド
- I Am Happy('Eu Sou Feliz')
- 世界終末戦争（スペイン語版、英語版）（M.バルガス＝リョサ著）
  - カヌードスの乱を描いた大著。
- マイケル・ジャクソン『ゼイ・ドント・ケア・アバウト・アス』
  - 社会問題の提起をテーマとしたこの曲のミュージック・ビデオはリオのファベーラで撮影され、それを記念して建てられたマイケルの銅像は今でも残っている。ファベーラの貧困状態が全世界に知れ渡ることを恐れたブラジル政府は当初撮影を許可しなかったが、住民たちが撮影実現のため自ら治安と衛生状態の向上に努め、最終的に許可するに至ったという逸話が残っている。
- Call of Duty: Modern Warfare 2
  - ゲーム内で特殊部隊とファベーラの民兵が衝突する。
- レイジングストーム
  - PS3オリジナルステージであるストーリーモード ステージ1の市街戦が主にファベーラでの戦闘で、作中でも「ファベーラ」という言葉が登場した。

- ワイルド・スピード MEGA MAX
- レインボーシックスシージ
  - ゲーム内のマップとしてファベーラの街が登場する。

## 関連文献
- 木村ゆり『路上の瞳―ブラジルの子どもたちと暮らした400日』現代企画室、1999年。
- イヴォネ・ベザーハ・ヂ・メロ（Yvonne Bezerra de Mello） 著、宮川智恵子 訳『リオの路上から・イヴォネと子供たち』丸善プラネット、1995年。